# Severios Hazail Soumi
Severios Hazail Soumi – suspendowany duchowny Syryjskiego Kościoła Ortodoksyjnego, od 2006 do 2017 biskup Belgii i Francji. Sakrę otrzymał 12 lutego 2006 roku. W roku 2017 w wyniku nieporozumień z Patriarchatem został suspendowany.